# 我那覇あや
我那覇 あや（がなは あや、1986年6月15日 - ）は、日本の元AV女優。
沖縄県出身。身長:159cm。スリーサイズ:B85(D-70)・W59・H85。

## 略歴・人物
2005年にAVデビューしたが、短期間の活動で引退。
2006年より「要愛子（かなめ あいこ）」として活動を再開。活動再開時のプロフィールは、1987年7月4日生まれ、熊本県出身、血液型:O型、身長:156cm、スリーサイズ:B89・W61・H83、フルキャストエンターテイメント所属。
2018年現在は引退している。

## 出演作品

### アダルトビデオ
我那覇あや 名義
- あや18歳・デビュー（2005年2月28日、レックオーバー） ※デビュー作
- 恥ずかしいコト。（2005年3月3日、アウダースジャパン）
- エロエロ秘書（2005年3月30日、レックオーバー）
- エロボディー美容師 2（2005年4月15日、ジェイモデル）
- H@me撮り素人娘 2（2005年4月20日、イマージュ）
- みるスポッ!（2005年6月19日、みるきぃぷりん♪）
- こんでんすみるきぃ（2005年7月19日、みるきぃぷりん♪）
- Milky Hi-School SEX 05（2005年7月19日、みるきぃぷりん♪）

要愛子 名義
- ロリ姦 4（2006年3月18日、ON） ※「あいこ」名義
- 私をもっと愛して（2006年3月25日、オーロラプロジェクト）
- 売りセラ どこでもやっちゃう即ハメ少女達... 4（2006年4月20日、ユープランニング） ※「あいこ」名義
- Fairy Doll 32（2006年6月9日、明和プランニング）
- 女が好きなオンナの前では、ただの女もオンナになる。（2006年7月15日、ドリームチケット）…オムニバス作品
- ロリはめ 8（2006年9月8日、I.B.WORKS）※アダルトサイト「モモプリッ!」のDVD版
- たとえば義妹がいたとして…（2006年9月15日、ドリームチケット）
- 美少女ナマ援助 9（2006年9月20日、ライトニング）※「あいこ」名義
- TOKYO REAL DOLLS 8（2006年10月21日、イミューズ）※「EIMI」名義、アダルトサイト「HimeMax（HimeMix）」のDVD版
- 女子校生東北援交 〜6人の純真そうな女子校生〜（2007年6月8日、GLAY'z）
- 「ロリはめコレクション40人・8時間」（2007年6月8日・I.B.WORKS）
- 女子校生援交 12（2008年3月1日、プレステージ）

### アダルトサイト
- HAPPY FISH〜幸福な魚たち 83 ※「山岸早苗」名義
- HimeMix ※「EIMI」名義
- モモプリッ! ロリっ娘わいせつ ※「アイコ」名義